# La Bonne Touche
La Bonne Touche est une ancienne émission de RTL présentée, sauf exceptions, par Jean-Pierre Foucault et un co-animateur de sa création en septembre 2006 jusqu'à son arrêt en août 2014. L'émission fait son retour à l'été 2025.
Chaque jour, un candidat est sélectionné et joue aux différents jeux cachés derrière les touches de son téléphone.

## Historique de l'émission
L'émission était diffusée depuis septembre 2006 et était l'émission de radio la plus écoutée de France dans cette tranche horaire.
Jusqu'au 7 juin 2011, l'émission est coprésentée par Cyril Hanouna. Le 8 juin, ce dernier est évincé par RTL à la suite de l'annonce de son départ prochain pour Virgin Radio et Jean-Pierre Foucault anime seul l'émission.
Cyril Hanouna est remplacé par Christophe Dechavanne à partir du 14 juin 2011, puis Éric Laugérias du 28 août 2011 jusqu'à juin 2012, puis Jade à partir de septembre 2012.
Entre 11 h 30 et 12 h 30, le jeu est ponctué par de la musique, différentes pauses publicitaires ainsi que par les titres de l'actualité à 12 h 0.
Durant les étés 2012 et 2013 l'émission redevient quotidienne du lundi au vendredi, dure 30 minutes de plus et s'intitule La bonne touche de l'été. Elle est présentée par Jean-Pierre Foucault en juillet, Jean-Michel Zecca en août 2012 et par Jade en août 2013.
En juin 2014 Jean-Pierre Foucault quitte l'émission.
Pendant l'été 2014 c'est Bruno Guillon qui présente l'émission en juillet et Jade en août.
L'émission fait son retour à l'été 2025, présentée par Jean-Michel Zecca puis Bérénice Bourgueil de 10h à 12h.

## Le déroulement du jeu
Dès le début de l'émission, le candidat est accueilli à l'antenne. Le joueur est sélectionné parmi les auditeurs qui se sont inscrits dans la matinée au 3210 (numéro de téléphone de la radio), sur le site internet de RTL ou par courriel.

### Les jeux (ou touches)
Le joueur a jusqu'à midi pour appuyer sur trois touches différentes de son téléphone entre 1 et 9, derrière lesquelles se trouvent différents jeux pouvant rapporter différentes sommes, de 100 € à 500 €. Chaque jeu gagné devient un gain potentiel pour le candidat, et chaque jeu perdu vient enrichir la banque.
Voici différents jeux de la bonne touche (liste non exhaustive) : 
- La touche cash. Présente depuis août 2010.
- La touche alphabétique
- La touche Julien Lepers
- La touche des quatre saisons (déclinée selon la saison)
- La touche qui décale (la décalade)
- La touche qui chante (la massacrade), interprétée par Cyril Hanouna jusqu'à son départ.
- La touche verte
- La touche rose
- La touche des experts
- La touche du terroir
- La touche du JT chanté
- La touche de l'écolier
- La touche qui raconte
- La touche qui rend fou
- La touche du dico
- La touche qui fait peur
- La touche américaine
- La touche insolite
- La touche numérologique
- La touche des hits
- La touche des premières fois
- La touche des dernières fois
- La touche des préjugés
- La touche des Sages
- La touche gastronomique
- La touche animale
- La touche du petit bac
- La touche des héros
- La touche française
- La touche des bons plans
- La touche chronologique
- La touche Pyramide
- La touche Jéopardy
- La touche qui voyage
- La touche du chef
- La touche des décennies
- La touche animale
- La touche de Molière
- La touche de la chanson masquée
- La touche plus ou moins
- La touche qui zappe

### Le duel
Juste avant midi a lieu le duel : un challenger défie le candidat. Il doit répondre en une minute à un maximum de questions posées par Jean-Pierre Foucault. Après le flash de 12h, a lieu l'autre moitié du duel où c'est au candidat de répondre en une minute à un maximum de questions toujours posées par Jean-Pierre Foucault. Si le candidat gagne le duel, il continue le jeu. Par contre, si c'est le challenger qui remporte le duel, celui-ci gagne 250 € et continue le jeu. En cas d'égalité, une question dont la réponse est un nombre est posée aux candidats qui y répondent hors-antenne, le joueur répondant par un nombre le plus proche de la réponse gagne le duel et continue le jeu.

### La finale
Après avoir fait 2 nouveaux jeux (sur le même principe de la première partie), le finaliste choisit entre les trois touches : * (étoile), 0 (zéro), ou # (dièse)
Derrière ces touches se cachent 3 possibilités, de façon aléatoire selon chaque émission :
- la touche « tout perdre » : le candidat doit donner la bonne réponse aux quatre questions de la finale pour ne pas perdre la somme mise de côté tout au long du jeu.
- la touche « 1000 de + » : Si le candidat répond correctement aux quatre questions de la finale, il gagne 1 000 euros en plus des gains cumulés pendant les jeux (cette touche remplace depuis août 2010 la touche 10 % qui remplaçait elle-même la touche « rejouer demain »)
- la « bonne touche » : le candidat peut gagner la somme de la banque s'il répond correctement aux quatre questions.

Pour répondre à chacune des quatre questions, deux réponses sont proposées : la bonne et une mauvaise.

## La banque
Le record de la banque est de 132 600 €. Il s'agit alors du record absolu d'un gain de l'histoire des jeux radiophoniques français.
Depuis août 2010, la banque reste fixe à 10 000 euros et ne s'enrichit plus des gains perdus par les candidats. C'est la touche cash, disponible en temps normal, qui a repris ce rôle.